# Green Ethernet
A Green Ethernet szabadalmaztatott energiatakarékos technológia, melyet az IT piacon a D-Link hálózati eszközöket gyártó cég mutatott be.
Az IEEE (Institute of Electrical and Electronics Engineers) nemzetközi szervezet előzőleg kutatásokat indított a hálózati eszközök energiahatékonyságát illetően, de a kutatás még korai fázisban van, elfogadásának ideje pedig még nem tudható. A D-Link saját technológiáját mutatta be a kutatási eredmények előtt, mely zöld hálózatokat kínál.
Ellentétben az IEEE javaslatával (802.3az), mely a kapcsolat terheltségére épül, a Green Ethernet technológia két tényezőn alapszik. Először is felismeri a kapcsolat állapotát, így a switch minden portja kapcsolható készenléti módba, ha a csatlakoztatott eszköz, például számítógép nem aktív. Másodszor pedig felismeri a kábel hosszát és ehhez igazítja az áramfelvételt. A jelenlegi ethernet szabványok szerint a switcheknek annyi energiát kell biztosítani, mellyel egy jelet 100 méter távolságra továbbíthatunk. Ám ez sok esetben felesleges, különösen otthoni használat esetén, ahol csak 5 vagy 10 méter hosszú kábeleket használunk.

## Energia megtakarítás
A Green Ethernet volt az első otthoni és smart switchekhez alkalmazott technológia. De az otthoni switchek és eszközök kevesebb porttal kevesebb energiát használnak mint az üzleti megoldások, így az energiatakarékosság ebben az esetben nem ebből fakad. A D-Link szerint akár 80%-os megtakarítást is elérhetünk a Green Ethernet switchek használatával, mely egyben hosszabb élettartamot is biztosít a csökkentett hőtermelésnek köszönhetően.

## Routerek
További fejlesztéseket mutatott be a D-Link 2008 augusztusában. A technológiát kiterjesztette vezeték nélküli routereire is. A Wireless N Gigabit routereken elérhető WLAN ütemezés segítségével meghatározhatjuk, hogy a készülék mikor sugározzon Wi-Fi rádiójeleket, és mikor legyen kikapcsolva. Így további energiát takaríthatunk meg. Firmware frissítéssel azon eszközökre is telepíthetjük a technológiát, melyeket a bejelentés előtt vásároltak.